# Anata-ga suki desu, dai suki desu
 (décembre 2021).
Pour plus de détails, voir Fiche technique et Distribution.
Anata-ga suki desu, dai suki desu (あなたが好きです、大好きです。) est un film japonais réalisé par Hiroyuki Ōki, sorti en 1994.

## Synopsis
Yu vit une relation épanouie avec son petit ami Shin. Mais en attendant le train, son attention se porte sur Taka qu'il décide d'aller draguer.
Ce film à petit budget interroge la poursuite du désir.

## Fiche technique
- Titre : Anata-ga suki desu, dai suki desu
- Titre original : あなたが好きです、大好きです。
- Titre anglais : I Like You, I Like You Very Much
- Réalisation : Hiroyuki Ōki (ja)
- Scénario : Hiroyuki Ōki
- Photographie : Hiroyuki Ōki
- Montage : Hiroyuki Ōki
- Production : Akihiro Suzuki
- Société de production : ENK Promotion et Stance Company
- Pays de production :  Japon
- Langue originale : japonais
- Format : 35 mm
- Genre : drame
- Durée : 58 minutes[2]
- Dates de sortie : 
  - Japon : 19 avril 1994[2]

## Distribution
- Chano
- Kazunori Shibuya
- Hisanori Kitakaze
- Kazufumi Nishimoto
- Naoya Matsumae
- Tomoko Taka
- Hiroyuki Ōki
- Yōji Tanaka

## Accueil
Le film a reçu la note de 3/5 sur AllMovie.

## Autour du film
Anata-ga suki desu, dai suki desu est le premier film en 35 mm de Hiroyuki Ōki à sortir commercialement. Tourné dans la ville de Kōchi, où vit Ōki, le film se concentre sur l'évolution des relations sociales et sexuelles entre trois garçons.

## Distinctions
Le film a obtenu le prix du meilleur réalisateur et le prix d'argent du meilleur film lors des Pink Grand Prix.